# جاي كارسون مارك
جاي كارسون مارك (بالإنجليزية: J. Carson Mark)‏ هو فيزيائي ورياضياتي وأستاذ جامعي أمريكي وكندي، ولد في 6 يوليو 1913 في لندسي ‏ في كندا، وتوفي في 2 مارس 1997 في لوس ألاموس في الولايات المتحدة.